# Три Рутки
Три Рутки (горномар. Кым Рӹде) — поселок в Горномарийском районе Республики Марий Эл. Входит в состав Озеркинского сельского поселения.

## География
Находится в юго-западной части республики Марий Эл на левобережье Волги на правом берегу реки Рутка на расстоянии приблизительно 20 км на север-северо-запад от районного центра города Козьмодемьянск и 13 км на север-северо-восток от центра поселения деревни Озерки.

## История
Был основан как лесоучасток. В 1922 году здесь значился лесопильный завод. В 1939 году здесь было 30 жилых строений с населением в 365 человек, в 1952 уже 109 дворов.

## Население
Население составляло 195 человек (русские 80 %) в 2002 году, 171 в 2010.